# Germaine Everling
Germaine Everling, née le 17 février 1886 à Paris et décédée en 1976, est une journaliste et collectionneuse d'art française.
De la fin des années 1910 à la fin des années 1920, Germaine Everling est au centre du mouvement Dada parisien. Par l'intermédiaire de son ami le peintre mexicain George de Zayas (en), elle rencontre en 1917 Francis Picabia, et noue une relation adultère avec lui, bien qu'ils soient tous deux mariés.
Dès 1919, son appartement rue Augier devient un lieu de rendez-vous fréquents de l'avant-garde artistique. Elle y anime des séances de discussion le dimanche. Ceux-ci, selon Pierre de Massot, deviennent « les nouveaux mardis chez Mallarmé », en référence au salon littéraire du poète symboliste. C'est chez elle que Picabia et Breton se rencontre en janvier 1920 et c'est encore elle qui accueille Tristan Tzara chez elle, lorsqu'il débarque inopinément à Paris quelques jours plus tard.
Acquise à la cause de Dada, elle participe au mouvement au début des années 1920, en écrivant des préfaces de catalogues, et en accordant des interviews à la presse sur le mouvement artistique.
Ses mémoires L’anneau de Saturne, publiés en 1970, racontent ses relations étroites avec les dadaïstes. Elle y expose également son regard sur les développements artistiques et poétiques qui ont suivi Dada.
Picabia a fait de Germaine Everling un portrait « dadaïste » qui mêle la technique de la gouache et du collage : en utilisant des perles de verre, des anneaux de rideaux en laiton, des os et du plastique, des boutons de bottines et des papiers découpés.

## Œuvres
- Germaine Everling, L'anneau de Saturne, Paris, Fayard, 1970 (EAN 9782706217449)

### Articles
- Germaine Everling, « C'était hier : Dada… », Les Œuvres Libres, no 109,‎ juin 1955, p. 119-178

## Sources
- Trevor Starck, Germaine Everling, The Modern Art Index Project, Leonard A. Lauder Research Center for Modern Art, The Metropolitan Museum of Art, novembre 2016, DOI 10.57011/GJRE4521